# Mezőkovácsháza
Mezőkovácsháza è una città dell'Ungheria di 6.262 abitanti (dati 2001) . È situato nella contea di Békés.